# Mistrzostwa Europy w Biathlonie 2011
Mistrzostwa Europy w Biathlonie 2011 odbyły się we włoskiej miejscowości Ridnaun, w dniach 21-27 lutego 2011 roku. Rozegrane zostało 5 konkurencji: bieg indywidualny, bieg sprinterski, bieg pościgowy dla mężczyzn i kobiet seniorów oraz juniorów, sztafeta kobiet i mężczyzn oraz sztafeta mieszana juniorów. W sumie odbyło się 15 biegów. W tabeli medalowej najlepsza była Rosja

## Wyniki kobiet

### Bieg sprinterski – 7,5 km[1]
- Data: 26 lutego 2011

| Medal | Zawodniczka        | Narodowość | Strzelanie | Wynik   | Strata  |
| ----- | ------------------ | ---------- | ---------- | ------- | ------- |
|       | Juliane Döll       | Niemcy     | 0+1        | 23:15,7 |         |
|       | Gabriela Soukalová | Czechy     | 1+0        | 23:23,6 | +7,9    |
|       | Marine Bolliet     | Francja    | 0+0        | 23:28,8 | +13,1   |
| ...   | ...                | ...        | ...        | ...     | ...     |
| 25.   | Karolina Pitoń     | Polska     | 1+1        | 25:26,0 | +2:10,3 |
| 36.   | Beata Szymańczyk   | Polska     | 2+1        | 26:27,2 | +3:11,5 |
| 51.   | Patrycja Hojnisz   | Polska     | 3+2        | 29:11,1 | +5:55,4 |

### Bieg pościgowy – 10 km[2]
- Data: 27 lutego 2011

| Medal | Zawodniczka      | Narodowość | Strzelanie | Wynik   | Strata  |
| ----- | ---------------- | ---------- | ---------- | ------- | ------- |
|       | Juliane Döll     | Niemcy     | 1+0+0+1    | 34:54,1 |         |
|       | Marine Bolliet   | Francja    | 0+0+0+0    | 35:34,9 | +40,8   |
|       | Nadine Horchler  | Niemcy     | 0+0+0+1    | 36:07,4 | +1:13,3 |
| ...   | ...              | ...        | ...        | ...     | ...     |
| 23.   | Karolina Pitoń   | Polska     | 1+0+0+1    | 39:58,9 | +5:04,8 |
| 36.   | Beata Szymańczyk | Polska     | 1+2+2+2    | 42:47,4 | +7:53,3 |
| DNS   | Patrycja Hojnisz | Polska     | -          | -       | -       |

### Bieg indywidualny – 15 km[3]
- Data: 22 lutego 2011

| Medal | Zawodniczka           | Narodowość | Strzelanie | Wynik     | Strata   |
| ----- | --------------------- | ---------- | ---------- | --------- | -------- |
|       | Juliane Döll          | Niemcy     | 0+0+1+0    | 50:45,1   |          |
|       | Ołena Pidhruszna      | Ukraina    | 0+0+0+0    | 51:01,8   | +16,7    |
|       | Jekatierina Głazyrina | Rosja      | 1+0+0+0    | 51:51,5   | +1:06,4  |
| ...   | ...                   | ...        | ...        | ...       | ...      |
| 17.   | Karolina Pitoń        | Polska     | 0+1+0+2    | 58:02,4   | +7:17,3  |
| 18.   | Beata Szymańczyk      | Polska     | 0+1+2+2    | 58:09,4   | +7:24,3  |
| 38.   | Patrycja Hojnisz      | Polska     | 1+2+1+0    | 1:02:26,3 | +11:41,2 |

### Bieg  sztafetowy – 4 × 6 km[4]
- Data: 24 lutego 2011

| Medal | Drużyna                                                                          | Strzelanie                              | Wynik     | Strata  |
| ----- | -------------------------------------------------------------------------------- | --------------------------------------- | --------- | ------- |
|       | Ukraina · Ołena Pidhruszna · Wita Semerenko · Julija Dżima · Wałentyna Semerenko | 0+2 0+3 0+0 0+1 0+1 0+1 0+1 0+0         | 1:19:52,0 |         |
|       | Włochy · Dorothea Wierer · Roberta Fiandino · Michela Andreola · Karin Oberhofer | 0+3 0+4 0+2 0+2 0+0 0+0 0+0 0+2 0+1 0+0 | 1:20:44,2 | +52,2   |
|       | Niemcy · Franziska Hildebrand · Susann König · Nadine Horchler · Juliane Döll    | 0+4 0+5 0+0 0+2 0+1 0+1 0+2 0+1         | 1:20:53,7 | +1:01,7 |
| ...   | ...                                                                              | ...                                     | ...       | ...     |
| LDP*  | Polska · Monika Hojnisz · Beata Szymańczyk · Patrycja Hojnisz · Karolina Pitoń   | 2+8 2+3 0+2 0+0 0+1 2+3 2+3 0+0 0+2 0+0 | -         | -       |

* zdublowane 

## Wyniki kobiet  (juniorki)

### Bieg sprinterski – 7,5 km[5]
- Data: 26 lutego 2011

| Medal | Zawodniczka        | Narodowość | Strzelanie | Wynik   | Strata  |
| ----- | ------------------ | ---------- | ---------- | ------- | ------- |
|       | Aleksandra Alikina | Rosja      | 2+0        | 24:05,6 |         |
|       | Dorothea Wierer    | Włochy     | 2+1        | 24:09,1 | +3,5    |
|       | Olga Galicz        | Rosja      | 0+1        | 24:16,9 | +11,3   |
| ...   | ...                | ...        | ...        | ...     | ...     |
| 25.   | Monika Hojnisz     | Polska     | 3+0        | 26:26,4 | +2:20,8 |
| 42.   | Katarzyna Leja     | Polska     | 1+2        | 27:37,9 | +3:32,3 |
| 49.   | Maria Bukowska     | Polska     | 4+1        | 28:56,4 | +4:50,8 |

### Bieg pościgowy – 10 km[6]
- Data: 27 lutego 2011

| Medal | Zawodniczka          | Narodowość | Strzelanie | Wynik   | Strata  |
| ----- | -------------------- | ---------- | ---------- | ------- | ------- |
|       | Dorothea Wierer      | Włochy     | 0+1+1+1    | 35:24,5 |         |
|       | Olga Galicz          | Rosja      | 0+0+1+1    | 36:12,9 | +48,4   |
|       | Swietłana Pierminowa | Rosja      | 2+0+1+0    | 36:38,8 | +1:14,3 |
| ...   | ...                  | ...        | ...        | ...     | ...     |
| LPD*  | Katarzyna Leja       | Polska     | -          | -       | -       |
| LPD*  | Maria Bukowska       | Polska     | -          | -       | -       |
| DNS   | Monika Hojnisz       | Polska     | -          | -       | -       |

* zdublowana 

### Bieg indywidualny –  12,5 km[7]
- Data: 22 lutego 2011

| Medal | Zawodniczka       | Narodowość | Strzelanie | Wynik   | Strata  |
| ----- | ----------------- | ---------- | ---------- | ------- | ------- |
|       | Olga Galicz       | Rosja      | 0+1+0+0    | 45:13,0 |         |
|       | Enora Latuillière | Francja    | 0+0+0+2    | 47:00,4 | +1:47,4 |
|       | Giulia Collavo    | Włochy     | 0+0+0+0    | 48:33,4 | +3:20,4 |
| ...   | ...               | ...        | ...        | ...     | ...     |
| 6.    | Monika Hojnisz    | Polska     | 1+2+1+0    | 48:55,9 | +3:42,9 |
| 31.   | Katarzyna Leja    | Polska     | 1+1+1+1    | 54:23,3 | +9:01,5 |
| 34.   | Maria Bukowska    | Polska     | 0+0+1+1    | 54:41,3 | +9:28,3 |

## Wyniki mężczyzn

### Bieg sprinterski – 10 km[8]
- Data: 26 lutego 2011

| Medal | Zawodnik        | Narodowość | Strzelanie | Wynik   | Strata  |
| ----- | --------------- | ---------- | ---------- | ------- | ------- |
|       | Tobias Eberhard | Austria    | 0+0        | 26:11,2 |         |
|       | Aleksiej Wołkow | Rosja      | 0+0        | 26:28,9 | +17,7   |
|       | Lukas Hofer     | Włochy     | 1+2        | 26:33,8 | +22,6   |
| ...   | ...             | ...        | ...        | ...     | ...     |
| 43.   | Grzegorz Bril   | Polska     | 3+0        | 29:12,5 | +3:01,3 |
| 55.   | Łukasz Witek    | Polska     | 1+3        | 30:07,9 | +3:56,7 |

### Bieg pościgowy – 12,5 km[9]
- Data: 27 lutego 2011

| Medal | Zawodnik               | Narodowość | Strzelanie | Wynik   | Strata  |
| ----- | ---------------------- | ---------- | ---------- | ------- | ------- |
|       | Aleksiej Wołkow        | Rosja      | 1+0+0+1    | 39:35,7 |         |
|       | Krasimir Anew          | Bułgaria   | 0+0+1+0    | 39:53,8 | +18,1   |
|       | Jean-Guillaume Béatrix | Francja    | 0+1+0+2    | 40:09,9 | +34,2   |
| ...   | ...                    | ...        | ...        | ...     | ...     |
| 37.   | Grzegorz Bril          | Polska     | 0+1+2+1    | 44:42,2 | +5:06,5 |
| 48.   | Łukasz Witek           | Polska     | 1+1+2+3    | 47:30,4 | +7:54,7 |

### Bieg indywidualny – 20 km[10]
- Data: 21 lutego 2011

| Medal | Zawodnik           | Narodowość | Strzelanie | Wynik     | Strata  |
| ----- | ------------------ | ---------- | ---------- | --------- | ------- |
|       | Artem Pryma        | Ukraina    | 0+0+1+0    | 58:53,0   |         |
|       | Jewgienij Ustiugow | Rosja      | 0+2+0+1    | 59:02,7   | +9,7    |
|       | Krasimir Anew      | Bułgaria   | 1+0+0+1    | 59:24,1   | +31,1   |
| ...   | ...                | ...        | ...        | ...       | ...     |
| 38.   | Grzegorz Bril      | Polska     | 1+0+1+1    | 1:05:06,4 | +6:13,4 |
| 45.   | Łukasz Witek       | Polska     | 0+2+1+1    | 1:05:30,7 | +6:37,7 |

### Bieg sztafetowy – 4 × 7,5  km[11]
- Data: 24 lutego 2011

| Medal | Drużyna                                                                               | Strzelanie                              | Wynik     | Strata  |
| ----- | ------------------------------------------------------------------------------------- | --------------------------------------- | --------- | ------- |
|       | Niemcy · Robin Kiel · Benedikt Doll · Florian Graf · Erik Lesser                      | 1+6 2+5 0+2 0+1 1+3 2+3 0+1 0+0 0+0 0+1 | 1:25:39,7 |         |
|       | Rosja · Nikołaj Jakuszow · Wiaczesław Akimow · Timofiej Łapszyn · Wiktor Wasiljew     | 0+2 1+5 0+0 0+0 0+0 0+1 0+1 0+1 0+1 1+3 | 1:25:46,4 | +6,7    |
|       | Białoruś · Uładzimir Alaniszka · Uładzimir Czapielin · Maksim Jelisiejeu · Jury Ladau | 0+4 0+6 0+0 0+0 0+1 0+2 0+1 0+1 0+2 0+3 | 1:27:23,8 | +1:44,1 |
| ...   | ...                                                                                   | ...                                     | ...       | ...     |
| LPD*  | Polska · Łukasz Witek · Grzegorz Bril · Grzegorz Jakubowicz · Grzegorz Guzik          | 0+6 1+9 0+1 0+1 0+1 1+3 0+2 0+2 0+2 0+3 | -         | -       |

* zdublowani 

## Wyniki mężczyzn (juniorzy)

### Bieg sprinterski – 10 km[12]
- Data: 26 lutego 2011

| Medal | Zawodnik              | Narodowość | Strzelanie | Wynik   | Strata  |
| ----- | --------------------- | ---------- | ---------- | ------- | ------- |
|       | Wiaczesław Akimow     | Rosja      | 0+0        | 26:27,7 |         |
|       | Benedikt Doll         | Niemcy     | 1+1        | 26:45,4 | +17,7   |
|       | Michal Krčmář         | Czechy     | 0+0        | 26:55,3 | +27,6   |
| ...   | ...                   | ...        | ...        | ...     | ...     |
| 33.   | Rafał Lepel           | Polska     | 1+1        | 29:03,3 | +2:35,6 |
| 47.   | Maciej Nędza Kubiniec | Polska     | 1+2        | 30:40,2 | +4:12,5 |
| 55.   | Grzegorz Guzik        | Polska     | 2+2        | 32:11,8 | +5:44,1 |
| 56.   | Grzegorz Jakubowicz   | Polska     | 2+3        | 32:15,8 | +5:48,1 |

### Bieg pościgowy – 12,5 km[13]
- Data: 27 lutego 2011

| Medal | Zawodnik              | Narodowość | Strzelanie | Wynik   | Strata  |
| ----- | --------------------- | ---------- | ---------- | ------- | ------- |
|       | Wiaczesław Akimow     | Rosja      | 0+1+1+2    | 38:53,7 |         |
|       | Benedikt Doll         | Niemcy     | 2+0+0+4    | 39:30,0 | +36,3   |
|       | Michal Krčmář         | Czechy     | 0+0+2+2    | 39:45,2 | +51,5   |
| ...   | ...                   | ...        | ...        | ...     | ...     |
| 24.   | Rafał Lepel           | Polska     | 0+1+2+1    | 43:26,2 | +4:32,5 |
| LPD*  | Maciej Nędza Kubiniec | Polska     | -          | -       | -       |
| LPD*  | Grzegorz Guzik        | Polska     | -          | -       | -       |
| LPD*  | Grzegorz Jakubowicz   | Polska     | -          | -       | -       |

* zdublowany 

### Bieg  indywidualny – 15 km[14]
- Data: 21 lutego 2011

| Medal | Zawodnik              | Narodowość | Strzelanie | Wynik     | Strata   |
| ----- | --------------------- | ---------- | ---------- | --------- | -------- |
|       | Nikołaj Jakuszow      | Rosja      | 0+1+0+0    | 47:17,1   |          |
|       | Simon Desthieux       | Francja    | 1+0+1+0    | 48:09,6   | +52,5    |
|       | Iwan Kriukow          | Rosja      | 0+1+0+1    | 48:23,3   | +1:06,2  |
| ...   | ...                   | ...        | ...        | ...       | ...      |
| 27.   | Maciej Nędza Kubiniec | Polska     | 2+2+1+1    | 55:59,3   | +8:42,2  |
| 39.   | Rafał Lepel           | Polska     | 1+2+2+0    | 56:06,4   | +8:49,3  |
| 48.   | Grzegorz Jakubowicz   | Polska     | 2+2+2+2    | 1:00:16,0 | +12:58,9 |
| DSQ   | Grzegorz Guzik        | Polska     | -          | -         | -        |

## Wyniki sztafety mieszanej

### Bieg sztafety mieszanej juniorów – 2 × 6 km + 2 × 7,5 km[15]
- Data: 24 lutego 2011

| Medal | Drużyna                                                                               | Strzelanie                              | Wynik     | Strata  |
| ----- | ------------------------------------------------------------------------------------- | --------------------------------------- | --------- | ------- |
|       | Rosja · Olga Galicz · Swietłana Pierminowa · Iwan Kriukow · Aleksandr Pieczenkin      | 0+4 0+6 0+1 0+1 0+1 0+1 0+1 0+2 0+1 0+2 | 1:25:17,6 |         |
|       | Francja · Florie Vigneron · Enora Latuilliere · Valentin Gaillard · Simon Desthieux   | 1+6 0+7 0+2 0+1 0+1 0+3 0+0 0+0 1+3 0+3 | 1:26:47,6 | +1:30,0 |
|       | Białoruś · Iryna Kryuko · Darja Nieścierczyk · Alaksiej Abromczyk · Alaksandr Darożka | 0+2 0+2 0+1 0+0 0+0 0+0 0+1 0+0 0+0 0+2 | 1:26:56,0 | +1:38,4 |
| ...   | ...                                                                                   | ...                                     | ...       | ...     |
| LPD*  | Polska · Maria Bukowska · Katarzyna Leja · Maciej Nędza Kubiniec · Rafał Lepel        | 1+7 1+8 0+2 0+2 0+0 0+0 1+3 1+3 0+2 0+3 | -         | -       |

* zdublowani 

## Tabela medalowa
| Miejsce | Państwo  |   |   |   | Razem |
| ------- | -------- | - | - | - | ----- |
| 1.      | Rosja    | 7 | 4 | 4 | 15    |
| 2.      | Niemcy   | 4 | 2 | 2 | 8     |
| 3.      | Ukraina  | 2 | 1 |   | 3     |
| 4.      | Włochy   | 1 | 2 | 2 | 5     |
| 5.      | Austria  | 1 |   |   | 1     |
| 6.      | Francja  |   | 4 | 2 | 6     |
| 7.      | Czechy   |   | 1 | 2 | 3     |
| 8.      | Bułgaria |   | 1 | 1 | 2     |
| 9.      | Białoruś |   |   | 2 | 2     |